# Beatrice Brentnerová
Beatrice „Beata“ Brentnerová ist eine tschechische Setdekorateurin und künstlerische Leiterin bei Filmproduktionen.

## Leben
Beatrice Brentnerová begann ihre Karriere in der Filmbranche Ende der 1990er Jahre bei tschechischen Filmproduktionen wie Teuflisches Glück Teil 1 und 2 oder Andělská tvář als Standby Art Director. Ab Ende der 2000er Jahre arbeitete sie auch an internationalen, vorwiegend in und um Prag gedrehten Filmproduktionen als künstlerische Leiterin oder Setdekorateurin. Brentnerová wirkte unter anderem an der Produktionen der Filme La vie en rose, Snowpiercer, Angélique, Underworld: Blood Wars und Madame Marguerite oder die Kunst der schiefen Töne mit.
Ihre Arbeit am Horrorfilm Nosferatu – Der Untote des Regisseurs Robert Eggers brachte ihr gemeinsam mit Szenenbildner Craig Lathrop Nominierungen für den Oscar und den Satellite Award für das bestes Szenenbild ein.

## Filmografie (Auswahl)
Setdekorateurin
- 2008: R.I.S. Police scientifique (Fernsehserie, 1 Episode)
- 2012: Missing (Fernsehserie, 6 Episoden)
- 2013: Snowpiercer
- 2013: Angélique
- 2014: Crossing Lines (Fernsehserie, 7 Episoden)
- 2015: Tannbach – Schicksal eines Dorfes (Fernsehserie, 3 Episoden)
- 2016: Underworld: Blood Wars
- 2017: Unlocked
- 2017–2018: Knightfall (Fernsehserie, 10 Episoden)
- 2019: Carnival Row (Fernsehserie, 8 Episoden)
- 2020: Oktoberfest 1900 (Fernsehserie, 6 Episoden)
- 2021–2023: Das Rad der Zeit (The Wheel of Time, Fernsehserie, 9 Episoden)
- 2023: Ein Funken Hoffnung – Anne Franks Helferin (A Small Light, Miniserie, 1 Episode)
- 2024: Nosferatu – Der Untote (Nosferatu)

Künstlerische Leitung
- 2002: Jean Moulin – Leben im Widerstand (Jean Moulin, Fernsehfilm)
- 2004: Preis des Verlangens (Sotto falso nome)
- 2004: Jak básníci neztrácejí naději
- 2007: La vie en rose (La Môme)
- 2007: La dame d’Izieu (Miniserie, 2 Episoden)
- 2009: Jménem krále
- 2010: Chateaubriand (Fernsehfilm)
- 2011: Ein Musketier für alle Fälle (Les aventures de Philibert, capitaine pucea)
- 2015: Madame Marguerite oder die Kunst der schiefen Töne (Marguerite)
- 2016: Die Besucher – Sturm auf die Bastille (Les visiteurs: La révolution)
- 2017: Das Luther-Tribunal – Zehn Tage im April (Fernsehfilm)

## Nominierungen (Auswahl)
- 2025: Nominierung für den Oscar in der Kategorie Bestes Szenenbild, für Nosferatu – Der Untote, gemeinsam mit Craig Lathrop
- 2025: Nominierung für den Satellite Award in der Kategorie Bestes Szenenbild, für Nosferatu – Der Untote, gemeinsam mit Craig Lathrop